# Ursulines de l'union canadienne
Les Ursulines de l'union canadienne (en latin : Unio Canadense Ordinis Sanctae Ursulae) sont une congrégation religieuse féminine enseignante de droit pontifical.

## Historique
Le 1er monastère des Ursulines de Québec est fondé en 1639 par une communauté de religieuses ursulines françaises dirigées par Marie Guyart, en religion mère Marie de l'Incarnation ; certaines ursulines de la communauté viennent de la congrégation de Tours et suivent la règle des Ursulines de Bordeaux, d'autres de la congrégation de Dieppe et observent la règle des religieuses de Paris. Pour les unifier, Marie de l'Incarnation leur donne en 1641 de nouvelles constitutions religieuses qui prévoient la règle de Paris et l'habit des religieuses de Tours. Les constitutions sont approuvées en 1662 par Mgr François de Montmorency-Laval qui fait adopter les constitutions de la congrégation de Paris aux Ursulines le 17 mars 1661.
Le monastère de Québec fonde de nombreuses branches partout au Canada qui deviennent bientôt indépendantes de la maison-mère ; en 1900, quelques maisons rejoignent l'union romaine, les autres sont réunies dans l'union canadienne érigée le 7 juin 1953 ; en 1966, les Ursulines de l'union canadienne choisissent de prononcer que des vœux simples, cessant d'être des religieuses cloitrées et devenant une congrégation religieuse.

## Activités et diffusion
Les Ursulines sont dédiées à l'éducation des jeunes.
Elles sont présentes au Canada, aux Philippines, au Japon et au Pérou.
La maison-mère est à Québec. 
En 2017, la congrégation comptait 306 sœurs dans 32 maisons.